# Canal Sur Andalucía
Canal Sur Andalucía est une chaîne de télévision régionale espagnole issue de la compagnie publique de radio-télédiffusion andalouse Radio y Televisión de Andalucía.

## Présentation
Lancée par satellite en février 1996, elle reprend une partie des émissions des chaînes publiques andalouses Canal Sur Televisión et Canal 2, disponibles par voie hertzienne dans le sud de l'Espagne. La grille de la chaîne est composée d'émissions de variétés, de débats, de dessins animés ou encore d'émissions sportives, notamment les corridas.
Canal Sur Andalucía diffuse également en direct les bulletins d'informations de Canal Sur, ainsi que l'émission matinale Buenos Dias Andalucía ou le programme Andalucía Directo.
La chaîne est diffusée par voie satellitaire dans la majeure partie de l'Europe via les satellites Astra et Hispasat.